# 弗洛伊德 (电视剧)
弗洛伊德（Freud）是一部奥地利-德国犯罪電視劇，以西格蒙德·弗洛伊德的早年生活为背景，2020年3月15日由ORF首播，当月23日也开始在Netflix播放。

## 剧情
西格蒙德·弗洛伊德（罗伯特·芬斯特饰）在1886年的维也纳处理了很多神秘事件，他的助手是Fleur Salomé（艾拉·朗夫）和Alfred Kiss（乔治·弗雷德里克）。

## 剧集
| 集數 | 標題           | 導演 | 編劇 | 上線日期      |
| ---- | -------------- | ---- | ---- | ------------- |
| 1    | Hysterie       | 待定 | 待定 | 2020年3月15日 |
| 2    | Trauma         | 待定 | 待定 | 2020年3月15日 |
| 3    | Somnambul      | 待定 | 待定 | 2020年3月18日 |
| 4    | Totem und Tabu | 待定 | 待定 | 2020年3月18日 |
| 5    | Trieb          | 待定 | 待定 | 2020年3月18日 |
| 6    | Regression     | 待定 | 待定 | 2020年3月22日 |
| 7    | Katharsis      | 待定 | 待定 | 2020年3月22日 |
| 8    | Verdrängung    | 待定 | 待定 | 2020年3月22日 |

## 拍摄
整部电视剧拍摄于布拉格，维也纳的神经分析学家胡安·何塞·里奥斯（Juan José Rios）为其提供了帮助。